# План (кинематограф)
План — система условного деления кинематографического пространства (то есть пространства, представленного на экране).
Планы различаются:
- по крупности
- расположению
- по смыслу

## Деление по крупности
В этом понимании План — «крупность» изображения, пойманная объективом.
Деление планов по крупности — понятие условное. Каждая киношкола имеет свои условные определения степеней крупности.
Детализация крупности (принятая в России):
- Деталь (принятое сокращение: «дет.»), макро-крупный план (макро план) — например, для привлечения внимания к конкретной детали объекта (вспомним ухо в «Солярисе» Андрея Тарковского). План, при котором на весь экран изображены глаза персонажа также называют «итальянским» — название произошло от спагетти-вестернов.
- Крупный план (принятое сокращение: «кр. пл») — например, для выделения объекта из фона, для привлечения к нему внимания (голова, портретная съёмка).
- Средний, первый средний план  («поясной»), (принятое сокращение: «1 ср. пл.») — например, для показа взаимодействия двух и более объектов (или тело человека по пояс).
- Средний, второй средний план (принятое сокращение: «2 ср. пл.»); Выше голеностопа и ниже колен. Также вариация "американский" план  — чуть выше колен (использовался в съемках вестернов чтобы показать героя с кобурой целиком. В наше время оптимальный план при съемке 16:9)
- Общий план — для показа места действия (например, человек в среде).
- Дальний план — также для показа места действия (например, крошечный человек на фоне ландшафта).
- Адресный план — разновидность общего плана, предназначенная для обозначения места и времени действия. Употребление термина более характерно для телевидения.

Различные планы
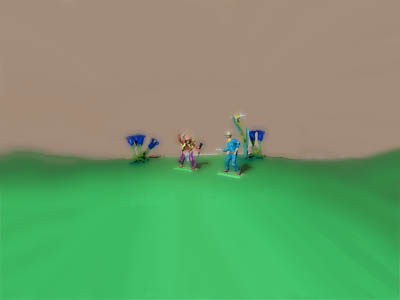
Дальний план
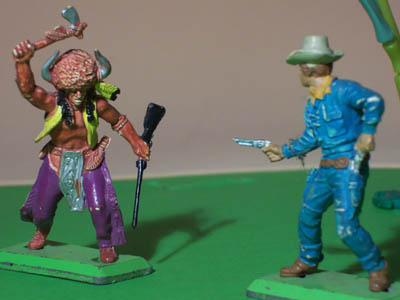
Общий план
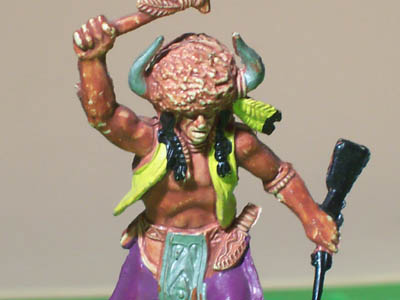
Средний второй план
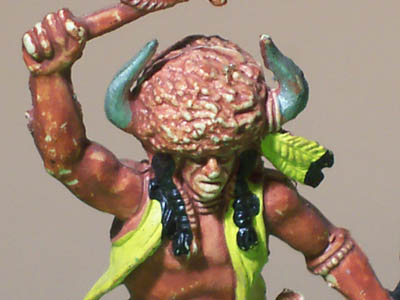
Средний первый план
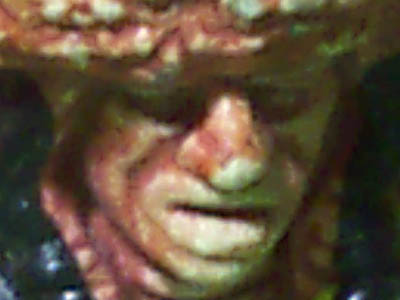
Крупный план
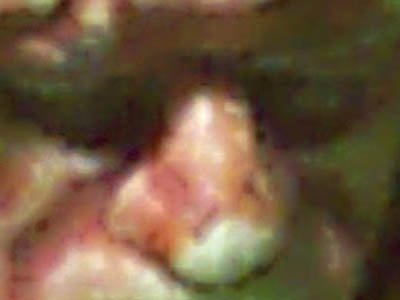
Деталь.

## Деление по расположению
В этом смысле выделяются три основных плана:
- передний (ближний) план
- средний план
- задний (дальний) план

## Деление по смыслу
В этом смысле деление определяет следующие планы.
- основной план (основная линия повествования)
- второстепенный (фоновый) план (политический, социальный, исторический и т. п.)

В зависимости от восприятия и личного прочтения того или иного кинопроизведения второстепенный план может оказаться основным и наоборот.